# Kodeks karny (1997)
Kodeks karny (Ustawa z dnia 6 czerwca 1997 r. Kodeks karny) – akt prawny regulujący zasady prawa karnego materialnego obowiązujący w Polsce. Zastąpił Kodeks karny z 1969 roku.

## Powstanie i wejście w życie
Komisja do spraw Reformy Prawa Karnego pod przewodnictwem Kazimierza Buchały powstała w 1987 roku, jednakże minister sprawiedliwości zmienił jej skład i rozpoczęła swoją pracę jesienią 1989 roku. W trakcie prac próbowano wzmocnić aspekt obiektywny w karalności usiłowania, przejawiało się to w pomyśle rezygnacji z karalności usiłowania drobnych przestępstw (najpierw proponowano przestępstwa zagrożone karą pozbawienia wolności do lat 2, później do roku). Proponowano również obniżenie górnej granicy kary za usiłowanie do dwóch trzecich ustawowego zagrożenia, a w przypadku zagrożenia karą 25 lat pozbawienia wolności albo dożywotniego pozbawienia wolności, ta granica miała wynosić 15 lat. Obie te propozycje nie zostały ostatecznie wprowadzone do ustawy. W 1994 roku komisja przedstawiła pod publiczną dyskusję projekt nowego kodeksu karnego. W 1995 roku został on skierowany do Sejmu RP. Został uchwalony 6 czerwca 1997 roku, początkowo miał wejść w życie pół roku później, jednakże vacatio legis zostało przedłużone i wszedł w życie 1 września 1998 roku. Równocześnie został uchwalony i wszedł w życie Kodeks postępowania karnego i Kodeks karny wykonawczy.

## Charakterystyka
Głównym założeniem kodeksu jest jego użycie tylko jako ultima ratio zgodnie z założeniem art. 31 ust. 3 Konstytucji RP. W wypadku przestępstw zagrożonych karami alternatywnymi daje pierwszeństwo karom nieizolacyjnym (art. 58 § 1). Rozszerzono możliwość stosowania warunkowego umorzenia postępowania oraz warunkowego zawieszenia wykonania kary. Zaostrzono odpowiedzialność za najcięższe zbrodnie, potwierdzając jedną z ostatnich nowelizacji poprzedniego Kodeksu karnego z 1969 roku, dodając do kar karę dożywotniego pozbawienia wolności. Równocześnie zniesiono karę śmierci. Wprowadzono instytucje naprawienia szkody oraz zadośćuczynienie za doznaną krzywdę (art. 46).

## Struktura redakcyjna kodeksu
Kodeks karny posiadał pierwotnie 363 artykuły, dzieli się na trzy części oraz 44 rozdziały:
- Część ogólna (art. 1-116)
  - Rozdział I. Zasady odpowiedzialności karnej (art. 1-12)
  - Rozdział II. Formy popełnienia przestępstwa (art. 13-24)
  - Rozdział III. Wyłączenie odpowiedzialności karnej (art. 25-31)
  - Rozdział IV. Kary (art. 32-38)
  - Rozdział V. Środki karne (art. 39-43c)
  - Rozdział Va. Przepadek i środki kompensacyjne (art. 44-52)
  - Rozdział VI. Zasady wymiaru kary i środków karnych (art. 53-63)
  - Rozdział VII. Powrót do przestępstwa (art. 64-65)
  - Rozdział VIII. Środki związane z poddaniem sprawcy próbie (66-84a)
  - Rozdział IX. Zbieg przestępstw oraz łączenie kar i środków karnych (art. 85-92)
  - Rozdział X. Środki zabezpieczające (art. 93-100)
  - Rozdział XI. Przedawnienie (art. 101-105)
  - Rozdział XII. Zatarcie skazania (art. 106-108)
  - Rozdział XIII. Odpowiedzialność za przestępstwa popełnione za granicą (art. 109-114)
  - Rozdział XIV. Objaśnienie wyrażeń ustawowych (art. 115)
  - Rozdział XV. Stosunek do ustaw szczególnych (art. 116)
- Część szczególna (art. 117-316)
  - Rozdział XVI. Przestępstwa przeciwko pokojowi, ludzkości oraz przestępstwa wojenne (art. 117-126)
  - Rozdział XVII. Przestępstwa przeciwko Rzeczypospolitej Polskiej (art. 127-139)
  - Rozdział XVIII. Przestępstwa przeciwko obronności (art. 140-147)
  - Rozdział XIX. Przestępstwa przeciwko życiu i zdrowiu (art. 148-162)
  - Rozdział XX. Przestępstwa przeciwko bezpieczeństwu powszechnemu (art. 163-172)
  - Rozdział XXI. Przestępstwa przeciwko bezpieczeństwo w komunikacji (art. 173-180)
  - Rozdział XXII. Przestępstwa przeciwko środowisku (art. 181-188)
  - Rozdział XXIII. Przestępstwa przeciwko wolności (art. 189-193)
  - Rozdział XXIV. Przestępstwa przeciwko wolności sumienia i wyznania (art. 194-196)
  - Rozdział XXV. Przestępstwa przeciwko wolności seksualnej i obyczajności (art. 197-205)
  - Rozdział XXVI. Przestępstwa przeciwko rodzinie i opiece (art. 206-211)
  - Rozdział XXVII. Przestępstwa przeciwko czci i nietykalności cielesnej (art. 212-217)
  - Rozdział XXVIII. Przestępstwa przeciwko prawom osób wykonujących pracę zarobkową (art. 218-221)
  - Rozdział XXIX. Przestępstwa przeciwko działalności instytucji państwowych oraz samorządu terytorialnego (art. 222-231)
  - Rozdział XXX. Przestępstwa przeciwko wymiarowi sprawiedliwości (art. 232-247)
  - Rozdział XXXI. Przestępstwa przeciwko wyborom i referendum (art. 248-251)
  - Rozdział XXXII. Przestępstwa przeciwko porządkowi publicznemu (art. 252-264a)
  - Rozdział XXXIII. Przestępstwa przeciwko ochronie informacji (art. 265-269b)
  - Rozdział XXXIV. Przestępstwa przeciwko wiarygodności dokumentów (art. 270-277)
  - Rozdział XXXV. Przestępstwa przeciwko mieniu (art. 278-295)
  - Rozdział XXXVI. Przestępstwa przeciwko obrotowi gospodarczemu (art. 296-309)
  - Rozdział XXXVII. Przestępstwa przeciwko obrotowi pieniędzmi i papierami wartościowymi (art. 310-316)
- Część wojskowa (art. 317-363)
  - Rozdział XXXVIII. Przepisy ogólne dotyczące żołnierzy (art. 317-337)
  - Rozdział XXXIX. Przestępstwa przeciwko obowiązkowi pełnienia służby wojskowej (art. 338-342)
  - Rozdział XL. Przestępstwa przeciwko zasadom dyscypliny wojskowej (art. 343-349)
  - Rozdział XLI. Przestępstwa przeciwko zasadom postępowania z podwładnymi (art. 350-353)
  - Rozdział XLII. Przestępstwa przeciwko zasadom obchodzenia się z uzbrojeniem i uzbrojonym sprzętem wojskowym (art. 354-355)
  - Rozdział XLIII. Przestępstwa przeciwko zasadom pełnienia służby (art. 356-357)
  - Rozdział XLIV. Przestępstwa przeciwko mieniu wojskowego (art. 358-363).

## Nowelizacje
Kodeks karny zmieniano ponad 100 razy. Część zmian wynikała z wyroków Trybunału Konstytucyjnego. Jak dotąd zostało wydanych 8 tekstów jednolitych (w 2016, 2017, 2018, 2019, 2020, 2021, 2022 i 2024 r.). Pierwsza nowelizacja nastąpiła w 1999 r.
Ze względu na rekordową liczbę nowelizacji, w polskiej nauce prawa karnego zwraca się uwagę na szkodliwe zjawisko tzw. populizmu penalnego.

## Kontrowersje

### Zniesławienie
Przepisem od lat budzącym kontrowersje w środowisku dziennikarskim jest art. 212 Kodeksu karnego mówiący o pomówieniu osób, grup lub instytucji oraz grożącej za to odpowiedzialności karnej. W opinii organizacji pozarządowych przepis ten ogranicza wolność i swobodę wypowiedzi. W lutym 2012 r. Helsińska Fundacja Praw Człowieka, Stowarzyszenie Gazet Lokalnych i Izba Wydawców Prasy zaapelowały do ówczesnego ministra sprawiedliwości Jarosława Gowina o zniesienie powyższego artykułu. Ministerstwo Sprawiedliwości przesłało odpowiedź, w której nie podzielono poglądu o konieczności zniesienia przestępstwa zniesławienia, ten sam apel skierowano następnie do Prezydenta Bronisława Komorowskiego. W lutym 2019 r. minister sprawiedliwości Zbigniew Ziobro zadeklarował gotowość do podjęcia rozmów z dziennikarzami w sprawie ewentualnego usunięcia artykułu 212. Do planów likwidacji art. 212 Zbigniew Ziobro wraz z kierowanym przez niego resortem i Suwerenną Polską powrócili w 2023 r.

### Obraza uczuć religijnych
Innym krytykowanym artykułem jest art. 196 przewidujący odpowiedzialność karną z tytułu obrazy uczuć religijnych. Zdaniem posła Krzysztofa Mieszkowskiego uderza on w wolność wypowiedzi artystycznej. W 2021 roku za wykreśleniem art. 196 opowiedziała się Koalicja Obywatelska, uzasadniając to częstym przedstawianiem zarzutów o obrazie uczuć religijnych aktywistom antyrządowym oraz konfliktem z art. 73 Konstytucji zapewniającym każdemu wolność pracy twórczej. Do projektu KO odniósł się ówczesny Rzecznik Praw Obywatelskich Adam Bodnar. Zdaniem RPO przepis ten należy zmodyfikować, bowiem całkowite jego usunięcie skutkowało by napięciami na tle religijnym. 15 września 2022 r. Europejski Trybunał Praw Człowieka orzekł, że skazanie w 2012 r. przez polskie sądy piosenkarki Doroty Rabczewskiej za obrazę uczuć religijnych było w istocie naruszeniem art. 10 Konwencji o ochronie praw człowieka, gwarantującego prawo do wyrażania opinii. Również w 2022 r. rozgorzał spór wokół projektu Solidarnej Polski dotyczącym zaostrzenia przepisów o obrazie uczuć religijnych, które rozszerzałyby czyn karalny również na wyszydzanie Kościoła lub innego związku wyznaniowego oraz jego dogmatów. W myśl projektu zostałby dodany w kodeksie także art. 27a, który zezwalałby na legalne głoszenie opinii związanych z wyznawaną religią. W ocenie przeciwników projektu jest to atak na prawo do krytyki Kościoła. W październiku 2022 r. posłanka Lewicy Joanna Scheuring-Wielgus w wyniku wniosku prokuratury pozbawiona została przez Sejm immunitetu poselskiego w związku z wydarzeniami z 2020 r., kiedy to stanęła wraz z mężem w kościele trzymając transparent „Kobieto! Sama umiesz decydować” oraz „Kobiety powinny mieć prawo do decydowania czy urodzić, czy nie, a nie państwo w oparciu o ideologię katolicką”. Prokuratura postawiła jej zarzut złośliwego przeszkadzania w wykonywaniu aktów religijnych.

### Obraza głowy państwa
W 2007 roku Piotr Gadzinowski wniósł do laski marszałka Sejmu RP projekt ustawy uchylenia § 2 art. 135 dotyczących obrazy głowy państwa (a także § 3 i 4 art. 136 dotyczących obrazy głowy obcego państwa). Jego zdaniem paragraf ten jawnie obraża idee i zasady państwa prawa.
Wiosną 2009 roku z podobnym pomysłem wystąpił Janusz Palikot.